# وریزیا فوستریانا
وریزیا فوستریانا(نام علمی: Vriesea fosteriana) نام یک گونه از تیره آناناسیان است.